# Рест-Гейвен (Джорджія)
Рест-Гейвен (англ. Rest Haven) — місто (англ. town) в США, в округах Гвіннетт і Голл штату Джорджія. Населення — 45 осіб (2020).

## Географія
Рест-Гейвен розташований за координатами 34°7′56″ пн. ш. 83°58′33″ зх. д. / 34.13222° пн. ш. 83.97583° зх. д. (34.132328, -83.975821).  За даними Бюро перепису населення США в 2010 році місто мало площу 0,91 км², з яких 0,90 км² — суходіл та 0,02 км² — водойми.

## Демографія
Згідно з переписом 2010 року, у місті мешкали 62 особи в 31 домогосподарстві у складі 16 родин. Густота населення становила 68 осіб/км².  Було 35 помешкань (38/км²).
Расовий склад населення:
| - 88,7 % — білих - 1,6 % — чорних або афроамериканців - 1,6 % — осіб інших рас |

До двох чи більше рас належало 8,1 %. Частка іспаномовних становила 9,7 % від усіх жителів.
За віковим діапазоном населення розподілялося таким чином: 25,8 % — особи молодші 18 років, 54,8 % — особи у віці 18—64 років, 19,4 % — особи у віці 65 років та старші. Медіана віку мешканця становила 39,0 року. На 100 осіб жіночої статі у місті припадало 113,8 чоловіків;  на 100 жінок у віці від 18 років та старших — 109,1 чоловіків також старших 18 років.
За межею бідності перебувало 28,7 % осіб, у тому числі 53,8 % дітей у віці до 18 років та 7,7 % осіб у віці 65 років та старших.
Цивільне працевлаштоване населення становило 41 осіб. Основні галузі зайнятості: оптова торгівля — 22,0 %, транспорт — 14,6 %, освіта, охорона здоров'я та соціальна допомога — 14,6 %.